# Галичанин, Евгений Николаевич
Евгений Николаевич Галичанин (род. 2 августа 1947, Фокино, Приморский край) — российский политический деятель, депутат Государственной думы третьего и четвёртого созыва. 

## Биография
Родился в 1947 года в п. Тихоокеанский Приморского края, в 1965 году окончил Сахалинский нефтяной техникум, в 1975 — Дальневосточный политехнический институт. Трудовую деятельность начал в 1964 году на нефтеразведках Сахалина.

### Депутат госдумы
Избирался депутатом Государственной Думы 3 и 4 созывов (1999—2007 гг.), руководитель подкомитета по нефтяному комплексу Комитета по энергетике, транспорту и связи Государственной Думы РФ.